# UCI Europe Tour de 2010-2011
O UCI Europe Tour de 2010-2011 foi a sétima temporada do calendário ciclístico internacional europeu. Iniciou-se a 28 de outubro de 2010 com o Tour de Marmara na Turquia e finalizou a 16 de outubro de 2011 com a Chrono des Nations na França.
O ganhador a nível individual foi por terceiro ano consecutivo o italiano Giovanni Visconti, por equipas triunfou a FDJ da França, enquanto por países e países sub-23 foi Itália o vencedor.

## Carreiras e categorias

### Carreiras suspendidas ou eliminadas
O cronograma inicial do calendário era de 323 carreiras, ainda que ao longo da temporada 34 foram suspensas. A seguinte é a lista de algumas dessas competições que por diversos motivos finalmente não se disputaram:
| Listagem de carreiras suspendidas ou eliminadas | Listagem de carreiras suspendidas ou eliminadas | Listagem de carreiras suspendidas ou eliminadas | Listagem de carreiras suspendidas ou eliminadas | Listagem de carreiras suspendidas ou eliminadas | Listagem de carreiras suspendidas ou eliminadas |
| ----------------------------------------------- | ----------------------------------------------- | ----------------------------------------------- | ----------------------------------------------- | ----------------------------------------------- | ----------------------------------------------- |

| Data                     | Carreira                        | Cat. | Data                       | Carreira                       | Cat. |
| ------------------------ | ------------------------------- | ---- | -------------------------- | ------------------------------ | ---- |
| 11 ao 13 de fevereiro    | Giro da Província de Grosseto   | 2.1  | 10 de julho                | Batavus Prorace                | 1.1  |
| 16 ao 20 de fevereiro    | Volta a Valencia                | 2.1  | 17 de julho                | Giro do Casetino               | 1.2  |
| 19 de março              | Shalosh Kalot                   | 1.2  | 20 ao 24 de julho          | Sachsen Tour                   | 2.1  |
| 20 de março              | Ronde van het Groene Hart       | 1.1  | 30 de julho                | Chrono 2-Paar-Zeitfahren       | 1.1  |
| 12 ao 16 de abril        | Volta a Extremadura             | 2.2  | 30 de julho ao 8 de agosto | Dwars door Nederlands          | 2.2  |
| 15 de abril              | Dwars door Drenthe              | 1.1  | 2 ao 6 de agosto           | Tour dos Pireneus              | 2.2  |
| 26 de abril ao 1 de maio | Giro das Regiões                | 2.2U | 15 de agosto               | Cud Nad Wisla                  | 1.2  |
| 28 ao 30 de abril        | The Paths of King Nikola        | 2.2  | 17 de agosto               | Gara Ciclistica Montappone     | 1.2  |
| 1 de maio                | Troféu dos Escaladores          | 1.1  | 19 ao 21 de agosto         | Festningsrittet                | 2.2  |
| 2 de maio                | Subida ao Naranco               | 1.1  | 27 de agosto               | Giro do Veneto                 | 1.hc |
| 28 de maio               | Grand Prix Hydraulika Mikolasek | 1.2  | 1 ao 4 de setembro         | Szlakiem walk majora Hubala    | 2.2  |
| 29 de maio               | MDC Zavod Miru 1                | 1.2  | 6 ao 11 de setembro        | Tour da Croácia                | 2.2  |
| 4 de junho               | Franco Ballerini Day            | 1.1  | 7 ao 9 de setembro         | Giro da Sicília                | 2.1  |
| 8 ao 14 de junho         | Circuito Montañés               | 2.2  | 10 de setembro             | Giro de Lazio                  | 1.1  |
| 1 ao 3 de julho          | Tour de Mainfranken             | 2.2U | 17 de setembro             | Grande Prêmio Cidade de Modena | 1.1  |
| 3 de julho               | Giro delle Valli Aretine        | 1.2  | 17 setembro                | Praga-Karlovy Vary-Praga       | 1.2  |
| 5 de julho               | Troféu Cidade de Brescia        | 1.2  | 12 de outubro              | Milano-Torino                  | 1.hc |

Depois destas anulações o calendário foi de 289 carreiras.

### Categorias
Foram 26 as carreiras de máxima categoria (uma mais com respeito à edição anterior. Desceram a Dutch Food Valley Classic e o G. P. Kanton Aargau (ambas a 1.1) e ascenderam a Flecha Brabanzona, o Tour de Limusino e o Giro do Trentino). No seguinte quadro mostram-se as carreiras com maior pontuação desta edição do UCI Europe Tour ordenado por países, para o resto das competições.
| Carreira                      | Categoria |
| ----------------------------- | --------- |
| Grande Prêmio de Frankfurt    | 1.hc      |
| Volta à Baviera               | 2.hc      |
| Volta à Áustria               | 2.hc      |
| Omloop Het Nieuwsblad         | 1.hc      |
| E3 Prijs Vlaanderen-Harelbeke | 1.hc      |
| Scheldeprijs Vlaanderen       | 1.hc      |
| Três dias de Bruges–De Panne  | 2.hc      |
| Flecha Brabanzona             | 1.hc      |
| Volta à Bélgica               | 2.hc      |
| Tour de Valônia               | 2.hc      |
| Paris-Bruxelas                | 1.hc      |
| Volta à Dinamarca             | 2.hc      |
| Grande Prêmio Miguel Indurain | 1.hc      |
| Volta a Burgos                | 2.hc      |

| Carreira                  | Categoria |
| ------------------------- | --------- |
| Critérium Internacional   | 2.hc      |
| Quatro Dias de Dunquerque | 2.hc      |
| Tour de Limusino          | 2.hc      |
| Grande Prêmio de Fourmies | 1.hc      |
| Tour de Vendée            | 1.hc      |
| Paris Tours               | 1.hc      |
| Giro do Trentino          | 2.hc      |
| Tre Valli Varesine        | 1.hc      |
| Giro de Emilia            | 1.hc      |
| Giro do Piemonte          | 1.hc      |
| Tour de Luxemburgo        | 2.hc      |
| Volta à Turquia           | 2.hc      |

França, Itália e Bélgica, são com ampla diferença os 3 países que dominaram em número de competições, de facto quase 170 carreiras se disputaram nesses três países. A seguinte lista inclui os países com mais de 5 carreiras no calendário 2010-2011:
| País          | Nº de carreiras registadas | Nº de carreiras finalmente disputadas |
| ------------- | -------------------------- | ------------------------------------- |
| França        | 66                         | 64                                    |
| Itália        | 70                         | 57                                    |
| Bélgica       | 46                         | 46                                    |
| Espanha       | 28                         | 22                                    |
| Países Baixos | 19                         | 16                                    |
| Alemanha      | 13                         | 10                                    |
| Turquia       | 10                         | 10                                    |
| Polónia       | 11                         | 9                                     |
| Rússia        | 6                          | 6                                     |

## Calendário

### Outubro 2010
| Data  | Carreira        | Cat. | Ganhador       | Equipa    |
| ----- | --------------- | ---- | -------------- | --------- |
| 28-31 | Tour de Marmara | 2.2  | Kemal Küçükbay | Brisaspor |

### Novembro 2010
| Data | Carreira       | Cat. | Ganhador     | Equipa          |
| ---- | -------------- | ---- | ------------ | --------------- |
| 4-7  | Tour de Alanya | 2.2  | Nikias Arndt | LKT Brandenburg |

### Janeiro
| Data  | Carreira                           | Cat. | Ganhador            | Equipa     |
| ----- | ---------------------------------- | ---- | ------------------- | ---------- |
| 28-30 | Giro de Reggio Calabria            | 2.1  | Daniele Pietropolli | Lampre-ISD |
| 30    | Grande Prêmio Ciclista a Marselesa | 1.1  | Jérémy Roy          | FDJ        |

### Fevereiro
| Data  | Carreira                         | Cat. | Ganhador            | Equipa                      |
| ----- | -------------------------------- | ---- | ------------------- | --------------------------- |
| 2-6   | Estrela de Bessèges              | 2.1  | Anthony Ravard      | AG2R La Mondiale            |
| 5     | Grande Prêmio Costa dos Etruscos | 1.1  | Elia Viviani        | Liquigas-Cannondale         |
| 6     | Troféu Palma de Mallorca         | 1.1  | Tyler Farrar        | Garmin-Cervélo              |
| 7     | Troféu Cala Millor               | 1.1  | Tyler Farrar        | Garmin-Cervélo              |
| 8     | Troféu Inca                      | 1.1  | Ben Hermans         | RadioShack                  |
| 9     | Troféu Deià                      | 1.1  | José Joaquín Rojas  | Movistar                    |
| 9-13  | Tour do Mediterrâneo             | 2.1  | David Moncoutié     | Cofidis, le Crédit en Ligne |
| 10    | Troféu Magaluf-Palmanova         | 1.1  | Murilo Fischer      | Garmin-Cervélo              |
| 16-20 | Volta ao Algarve                 | 2.1  | Tony Martin         | HTC-Highroad                |
| 19    | Troféu Laigueglia                | 1.1  | Daniele Pietropolli | Lampre-ISD                  |
| 19-20 | Tour de Haut-Var                 | 2.1  | Thomas Voeckler     | Europcar                    |
| 20-24 | Volta a Andaluzia                | 2.1  | Markel Irizar       | RadioShack                  |
| 22-26 | Giro di Sardegna                 | 2.1  | Peter Sagan         | Liquigas-Cannondale         |
| 26    | Grande Prêmio dell'Insubria      | 1.1  | Giovanni Visconti   | Farnese Vini-Neri Sottoli   |
| 26    | Beverbeek Classic                | 1.2  | Evert Verbist       | Verandas Willems-Accent     |
| 26    | Ster van Zwolle                  | 1.2  | Barry Markus        | Rabobank Continental        |
| 26    | Omloop Het Nieuwsblad            | 1.hc | Sebastian Langeveld | Rabobank                    |
| 27    | Lhes Boucles du Sud Ardèche      | 1.1  | Arthur Vichot       | FDJ                         |
| 27    | Clássica de Almería              | 1.1  | Matteo Pelucchi     | Geox-TMC                    |
| 27    | Kuurne-Bruxelas-Kuurne           | 1.1  | Christopher Sutton  | Sky                         |
| 27    | Grande Prêmio de Lugano          | 1.1  | Ivan Basso          | Liquigas-Cannondale         |
| 27    | Classica Sarda                   | 1.1  | Pavel Brutt         | Katusha                     |

### Março
| Data  | Carreira                                     | Cat. | Ganhador            | Equipa                             |
| ----- | -------------------------------------------- | ---- | ------------------- | ---------------------------------- |
| 2     | Le Samyn                                     | 1.1  | Dominic Klemme      | Leopard-Trek                       |
| 3     | Giro do Friuli                               | 1.1  | José Serpa          | Androni Giocattoli                 |
| 4-6   | Volta a Múrcia                               | 2.1  | Alberto Contador    | Saxo Bank Sungard                  |
| 4-6   | Três Dias de Flandres Ocidental              | 2.1  | Jesse Sergent       | RadioShack                         |
| 5     | Strade Bianche                               | 1.1  | Philippe Gilbert    | Omega Pharma-Lotto                 |
| 5     | Flecha Flamenga                              | 1.2  | Frédéric Amorison   | Landbouwkrediet                    |
| 6     | Troféu Zssdi                                 | 1.2  | Enrico Battaglin    | Zalf Désiré Fior                   |
| 6     | Grande Prêmio Villa de Lillers               | 1.2  | Denis Flahaut       | Roubaix Lille Métropole            |
| 13    | Troféu Franco Balestra                       | 1.2  | Alessandro Mazzi    | Petroli Firenze                    |
| 13    | Paris-Troyes                                 | 1.2  | Jonathan Hivert     | Saur-Sojasun                       |
| 13    | Omloop van het Waasland                      | 1.2  | Aidis Kruopis       | Landbouwkrediet                    |
| 13    | Porec Trophy                                 | 1.2  | Blaž Jarc           | Adria Mobil                        |
| 13    | Course des chats                             | 1.2  | Jonas Van Genechten | Wallonie Bruxelles-Crédit Agricole |
| 13    | Dorpenomloop Rucphen                         | 1.2  | Barry Markus        | Rabobank Continental               |
| 16    | Nokere Koerse                                | 1.1  | Gert Steegmans      | QuickStep                          |
| 17-20 | Istrian Spring Trophy                        | 2.2  | Robert Vrečer       | Perutnina Ptuj                     |
| 18    | Handzame Classic                             | 1.1  | Steve Schets        | Donckers Koffie-Jelly Belly        |
| 19    | Clássica de Loire-Atlantique                 | 1.2  | Lieuwe Westra       | Vacansoleil-DCM                    |
| 20    | Grande Prêmio Cholet-Pays de Loire           | 1.1  | Thomas Voeckler     | Europcar                           |
| 20    | Grande Prêmio San Giuseppe                   | 1.2  | Enrico Battaglin    | Zalf Désiré Fior                   |
| 20    | La Roue Tourangelle                          | 1.2  | David Veilleux      | Europcar                           |
| 21-27 | Volta à Normandia                            | 2.2  | Alexandre Blain     | Endura Racing                      |
| 22-26 | Settimana Coppi e Bartali                    | 2.1  | Emanuele Sella      | Androni Giocattoli                 |
| 23    | Através de Flandres                          | 1.1  | Nick Nuyens         | Saxo Bank Sungard                  |
| 25-27 | Grande Prêmio Crédito Agrícola da Costa Azul | 2.2  | Filipe Cardoso      | Barbot-Efapel                      |
| 26    | E3 Prijs Vlaanderen-Harelbeke                | 1.hc | Fabian Cancellara   | Leopard-Trek                       |
| 26-27 | Critérium Internacional                      | 2.hc | Fränk Schleck       | Leopard-Trek                       |
| 29-31 | Três dias de Bruges–De Panne                 | 2.hc | Sébastien Rosseler  | RadioShack                         |

### Abril
| Data  | Carreira                                       | Cat.   | Ganhador           | Equipa                             |
| ----- | ---------------------------------------------- | ------ | ------------------ | ---------------------------------- |
| 1     | Route Adélie                                   | 1.1    | Renaud Dion        | Bretagne-Schuller                  |
| 1-3   | Triptyque des Monts et Châteaux                | 2.2    | Tom Dumoulin       | Rabobank Continental               |
| 2     | Hel van het Mergelland                         | 1.1    | Pim Ligthart       | Vacansoleil-DCM                    |
| 2     | Grande Prêmio Miguel Indurain                  | 1.hc   | Samuel Sánchez     | Euskaltel-Euskadi                  |
| 3     | Flèche d’Emeraude                              | 1.1    | Tony Gallopin      | Cofidis, le Crédit en Ligne        |
| 3     | Grande Prêmio da Ville de Nogent-sur-Oise      | 1.2    | Alexey Tsatevitch  | Itera-Katusha                      |
| 3     | Troféu Banca Popular de Vicenza                | 1.2U   | Richard Lang       | Jayco-AIS                          |
| 5- 8  | Circuito da Sarthe                             | 2.1    | Anthony Roux       | FDJ                                |
| 6     | Scheldeprijs Vlaanderen                        | 1.hc   | Mark Cavendish     | HTC-Highroad                       |
| 6-9   | Cinturón a Mallorca                            | 2.2    | Iker Camaño        | Endura Racing                      |
| 6-10  | Grande Prêmio de Sochi                         | 2.2    | Björn Schröder     | Nutrixxion-Sparkasse               |
| 7     | Grande Prêmio Pino Cerami                      | 1.1    | Bert Scheirlinckx  | Landbouwkrediet                    |
| 8-10  | Circuito das Ardenas                           | 2.2    | Gianni Meersman    | FDJ                                |
| 9     | Troféu Edil C                                  | 1.2    | Mattia Pozzo       | Viris Vigevano                     |
| 9     | Tour de Flandres sub-23                        | 1.ncup | Salvatore Puccio   | Itália                             |
| 10    | Klasika Primavera                              | 1.1    | Jonathan Hivert    | Saur-Sojasun                       |
| 10    | Giro dos Apeninos                              | 1.1    | Damiano Cunego     | Lampre-ISD                         |
| 12    | Paris-Camembert                                | 1.1    | Sandy Casar        | FDJ                                |
| 13    | Flecha Brabanzona                              | 1.hc   | Philippe Gilbert   | Omega Pharma-Lotto                 |
| 13    | La Côte Picarde                                | 1.ncup | Arnaud Démare      | França                             |
| 13-17 | Volta a Castela e Leão                         | 2.1    | Xavier Tondo       | Movistar                           |
| 13-17 | Tour de Loir-et-Cher                           | 2.2    | Anthony Saux       | UC Nantes Atlantique               |
| 13-17 | Tour da Grécia                                 | 2.2    | Stefan Schäfer     | LKT Brandenburg                    |
| 14    | Grande Prêmio de Denain                        | 1.1    | Jimmy Casper       | Saur-Sojasun                       |
| 15-16 | Tour de Drenthe                                | 2.1    | Kenny van Hummel   | Skil-Shimano                       |
| 16    | Tour de Finistère                              | 1.1    | Romain Feillu      | Vacansoleil-DCM                    |
| 16    | Liège-Bastogne-Liège sub-23                    | 1.2U   | Tosh Van der Sande | Omega Pharma-Lotto-Davo            |
| 16    | ZLM Tour                                       | 1.ncup | Luke Rowe          | Reino Unido                        |
| 17    | Tro Bro Leon                                   | 1.1    | Vincent Jérôme     | Europcar                           |
| 17    | Zellik-Galmaarden                              | 1.2    | Gaëtan Bille       | Wallonie Bruxelles-Crédit Agricole |
| 17    | East Midlands International Cicle Classic      | 1.2    | Zakkari Dempster   | Rapha Condor-Sharp                 |
| 17    | Grande Prêmio Donetsk                          | 1.2    | Yuriy Agarkov      | ISD-Lampre Continental             |
| 19-22 | Giro do Trentino                               | 2.hc   | Michele Scarponi   | Lampre-ISD                         |
| 19-23 | Toscana-Terra di ciclismo-Coppa delle Nazioni  | 2.ncup | Georg Preidler     | Áustria                            |
| 20-24 | Grande Prêmio de Adigueya                      | 2.2    | Kirill Sinitsyn    | Sibir                              |
| 23    | Grande Prêmio Herning                          | 1.1    | Troels Vinther     | Glud & Marstrand-LRØ               |
| 23    | Grande Prêmio de Llodio                        | 1.1    | Santiago Pérez     | Barbot-Efapel                      |
| 23    | Bania Luka-Belgrado I                          | 1.2    | Krisztian Lovassy  | Ora Hotels-Carreira                |
| 23    | Memorial Arno Wallaard                         | 1.2    | Arne Hassink       | TT Raiko-Argon 18                  |
| 24    | Volta à La Rioja                               | 1.1    | Imanol Erviti      | Movistar                           |
| 24    | Paris-Mantes-en-Yvelines                       | 1.2    | Pierre Drancourt   | ESEG Douai                         |
| 24    | Himmerland Rundt                               | 1.2    | Michael Reihs      | Christina Watches-Onfone           |
| 24    | Bania Luka-Belgrado II                         | 1.2    | Matija Kvasina     | Loborika                           |
| 24-1  | Volta à Turquia                                | 2.hc   | Alexander Efimkin  | Type 1-Sanofi Aventis              |
| 25    | Volta à Colónia                                | 1.1    | Michael Matthews   | Rabobank                           |
| 25    | Volta a Holanda Setentrional                   | 1.2    | Niels Wytink       | Colba-Mercury                      |
| 25    | Grande Prêmio della Liberazione                | 1.2U   | Matteo Trentin     | Brilha-Massa Montegrappa           |
| 25    | Giro do Belvedere                              | 1.2U   | Nicola Boem        | Zalf-Désirée-Fior                  |
| 25-1  | Tour de Bretanha                               | 2.2    | Péter Kusztor      | Atlas Pessoal                      |
| 26    | Grande Prêmio Palio do Recioto                 | 1.2U   | Georg Preidler     | Tyrol                              |
| 28-2  | Volta a Astúrias                               | 2.1    | Javier Moreno      | Caja Rural                         |
| 30    | Grande Prêmio Indústria e Artigianato-Larciano | 1.1    | Ángel Vicioso      | Androni Giocattoli                 |
| 30    | Maior Cup                                      | 1.2    | Ivan Stević        | Partizan Powermove                 |

### Maio
| Data  | Carreira                            | Cat. | Ganhador             | Equipa                        |
| ----- | ----------------------------------- | ---- | -------------------- | ----------------------------- |
| 1     | Grande Prêmio de Frankfurt          | 1.hc | John Degenkolb       | HTC-Highroad                  |
| 1     | Grande Prêmio de Frankfurt sub-23   | 1.2U | Patrick Bercz        | Team NRW                      |
| 1     | Memorial Andrzeja Trochanowskiego   | 1.2  | André Schulze        | CCC Polsat Polkowice          |
| 1     | Grande Prêmio do 1º de Maio         | 1.2  | Aidis Kruopis        | Landbouwkrediet               |
| 1     | Circuito do Porto                   | 1.2  | Cristian Rossi       | Casati Named                  |
| 1     | Memorial Oleg Dyachenko             | 1.2  | Dmtriy Kosyakov      | Itera-Katusha                 |
| 2     | Grande Prêmio de Moscovo            | 1.2  | Oleksandr Martynenko | ISD-Lampre Continental        |
| 4-7   | Giro do Friuli Venezia Giulia       | 2.2  | Matteo Busato        | Zalf Désirée Fior             |
| 4-8   | Quatro Dias de Dunquerque           | 2.hc | Thomas Voeckler      | Europcar                      |
| 5-9   | Cinco Anéis de Moscovo              | 2.2  | Sergey Firsanov      | Itera-Katusha                 |
| 6-8   | Szlakiem Grodów Piastowskich        | 2.1  | Robert Vrečer        | Perutnina Ptuj                |
| 7     | Tour de Overijssel                  | 1.2  | Wouter Haan          | Ruiter Dakkapellen Wielerteam |
| 7-8   | Volta à Comunidade de Madri         | 2.1  | Rui Costa            | Movistar                      |
| 8     | Circuito de Valônia                 | 1.2  | Diego Tamayo         | WIT                           |
| 8     | Grande Prêmio Indústrias do Mármore | 1.2  | Rafael Andriato      | Trevigiani Dynamon Bottoli    |
| 8     | Omloop der Kempen                   | 1.2  | Jos Pronk            | Ruiter Dakkapellen Wielerteam |
| 12-15 | Rhône-Alpes Isère Tour              | 2.2  | Sylvain Georges      | BigMat-Auber 93               |
| 13-15 | Tour de Picardie                    | 2.1  | Romain Feillu        | Vacansoleil-DCM               |
| 14    | Scandinavian Race                   | 1.2  | Andzs Flaksis        | Team Rietumu-Delfin           |
| 16-21 | Tour de Olympia                     | 2.2  | Jetse Bol            | Rabobank Continental          |
| 18-22 | Circuito de Lorena                  | 2.1  | Anthony Roux         | FDJ                           |
| 20    | Jurmala G. P.                       | 1.2  | Jaan Kirsipuu        | Champion System               |
| 20-22 | Ronde d'Isard                       | 2.2U | Kenny Elissonde      | CC Étupes                     |
| 22    | ProRace Berlin                      | 1.1  | Marcel Kittel        | Skil-Shimano                  |
| 22-29 | An Post Rás                         | 2.2  | Gediminas Bagdonas   | An Post-Sean Kelly            |
| 25-29 | Volta à Bélgica                     | 2.hc | Philippe Gilbert     | Omega Pharma-Lotto            |
| 25-29 | Volta à Baviera                     | 2.hc | Geraint Thomas       | Team Sky                      |
| 26-29 | Tour de Tracia                      | 2.2  | Andreas Keuser       | Team Worldofbike.gr           |
| 27    | Grande Prêmio Tallin-Tartu          | 1.1  | Angelo Furlan        | Christina Watches-Onfone      |
| 27-29 | Tour de Gironde                     | 2.2  | Julien Foisnet       | Véranda Rideau Sarthe 72      |
| 28    | Grande Prêmio de Plumelec-Morbihan  | 1.1  | Sylvain Georges      | BigMat-Auber 93               |
| 28    | Grande Prêmio Tartu                 | 1.1  | Jean-Eudes Demaret   | Cofidis                       |
| 29    | Rogaland G. P.                      | 2.2  | Frederik Wilmann     | Joker Merida                  |
| 29    | Boucles de l'Aulne                  | 1.1  | Martijn Keizer       | Vacansoleil-DCM               |
| 29    | Paris-Roubaix sub-23                | 1.2U | Ramon Sinkeldam      | Rabobank Continental          |
| 29    | Troféu Cidade de San Vendemiano     | 1.2U | Michele Gazzara      | Itália                        |

### Junho
| Data  | Carreira                                           | Cat.                | Ganhador            | Equipa                        |
| ----- | -------------------------------------------------- | ------------------- | ------------------- | ----------------------------- |
| 1-4   | Tour de Berlim                                     | 2.2U                | Jasha Sütterlin     | Thüringer Energie Team        |
| 1-5   | Volta à Noruega                                    | 2.2                 | Wilco Kelderman     | Rabobank Continental          |
| 1-5   | Tour de Luxemburgo                                 | align=center \|2.hc | Linus Gerdemann     | Leopard-Trek                  |
| 2     | Troféu Alcide Degasperi                            | 1.2                 | Matteo Trentin      | Team Brilha-Massa Montegrappa |
| 2-5   | Tour de Isparta                                    | 2.2                 | Mustafa Sayar       | Konya Torku Şeker Spor-Vivelo |
| 4-11  | Tour da Romênia                                    | 2.2                 | Andrei Nichita      | Rumania                       |
| 4-11  | Tour da Eslováquia                                 | 2.2                 | Nikita Novikov      | Itera-Katusha                 |
| 5     | G. P. Kanton Aargau                                | 1.1                 | Michael Albasini    | Suíça                         |
| 5     | Memorial Philippe Van Coningsloo                   | 1.2                 | Andrew Fenn         | An Post-Sean Kelly            |
| 5     | Coppa della Pace                                   | 1.2                 | Andrey Solomennikov | Itera-Katusha                 |
| 5     | Tour de Rijke                                      | 1.1                 | Theo Bos            | Rabobank                      |
| 8-12  | Carpathia Couriers Paths                           | 2.2U                | Paweł Bernas        | Kellys GKS Cartusia Kartuzy   |
| 9-12  | Volta ao Alentejo                                  | 2.2                 | Evaldas Šiškevicius | La Pomme Marseille            |
| 9-12  | Ronde de l'Oise                                    | 2.2                 | Gediminas Bagdonas  | An Post-Sean Kelly            |
| 9-13  | Flèche du Sud                                      | 2.2                 | Lasse Bøchman       | Glud & Marstrand-LRØ          |
| 10-12 | Delta Tour Zeeland                                 | 2.1                 | Marcel Kittel       | Skil-Shimano                  |
| 10-19 | Girobio                                            | 2.2                 | Mattia Cattaneo     | Trevigiani                    |
| 12    | Neuseen Classics                                   | 1.1                 | André Schulze       | CCC Polsat Polkowice          |
| 12    | Val d'Ille Ou Classic 35                           | 1.2                 | Guillaume Louyest   | Sojasun Espoir-ACNC           |
| 12    | Raiffeisen G. P.                                   | 1.2                 | Tomislav Dančulović | Loborika Favorit Team         |
| 13-19 | Volta à Sérvia                                     | 2.2                 | Ivan Stević         | Partizan Powermove            |
| 13-19 | Tour de Thuringe                                   | 2.2U                | Wilco Kelderman     | Rabobank Continental          |
| 15-19 | Ster ZLM Toer                                      | 2.1                 | Philippe Gilbert    | Omega Pharma-Lotto            |
| 16-18 | Tour da Malopolska                                 | 2.2                 | Tomasz Marczynski   | CCC Polsat Polkowice          |
| 16-19 | Volta à Eslovénia                                  | 2.1                 | Diego Ulissi        | Lampre-ISD                    |
| 16-19 | Route du Sud                                       | 2.1                 | Vasil Kiryienka     | Movistar                      |
| 16-19 | Boucles de la Mayenne                              | 2.2                 | Jimmy Casper        | Saur-Sojasun                  |
| 16-19 | Tour de Saboia                                     | 2.2                 | Nikita Novikov      | Itera-Katusha                 |
| 17-19 | Oberösterreichrundfahrt                            | 2.2                 | Petr Benčík         | PSK Whirlpool-Author          |
| 19    | Giro de Toscana                                    | 1.1                 | Daniel Martin       | Garmin-Cervélo                |
| 19    | Flecha das Ardenas                                 | 1.2                 | Zico Waeytens       | Omega Pharma-Lotto-Davo       |
| 22    | Ache-Ingooigem                                     | 1.1                 | Roy Curvers         | Skil-Shimano                  |
| 29    | Troféu Internacional Jong Maar Moedig              | 1.2                 | Bert Scheirlinckx   | Landbouwkrediet               |
| 29-2  | Carreira da Solidariedade e dos Campeões Olímpicos | 2.1                 | Marcin Sapa         | Polska Szosowa                |
| 30-3  | Tour de Capadocia                                  | 2.2                 | Mert Mutlu          | Brisaspor                     |

### Julho
| Data  | Carreira                                                | Cat. | Ganhador             | Equipa                            |
| ----- | ------------------------------------------------------- | ---- | -------------------- | --------------------------------- |
| 2     | Grand Prix Kranj                                        | 1.1  | Simone Ponzi         | Liquigas-Cannondale               |
| 2     | Omloop Het Nieuwsblad sub-23                            | 1.2  | Tom Van Asbroeck     | Van Der Vurst Cycling Team        |
| 3     | Dwars door het Hageland                                 | 1.2  | Grégory Habeaux      | Verandas Willems-Accent           |
| 3-10  | Volta à Áustria                                         | 2.hc | Fredrik Kessiakoff   | Astana                            |
| 6-10  | Tour de Sibiu                                           | 2.2  | Vladimir Koev        | Konya Torku Şeker Spor-Vivelo     |
| 7-10  | Grande Prêmio Torres Vedras-Troféu Joaquim Agostinho    | 2.2  | Ricardo Mestre       | Tavira-Prio                       |
| 7-10  | Volta à Comunidade de Madri sub-23                      | 2.2U | Bob Rodriguez        | Amical Vélo Clube Aix-en-Provence |
| 7-10  | Tour da República Checa                                 | 2.2  | Stanislav Kozubek    | PSK Whirlpool-Author              |
| 10    | La Ronde Pévéloise                                      | 1.2  | Arnaud Démare        | CC Nogent-sur-Oise                |
| 10    | Giro do Meio Brenta                                     | 1.2  | Moreno Moser         | Itália                            |
| 11    | Grande Prêmio Van de Stad Geel                          | 1.2  | Sam Bennett          | An Post-Sean Kelly                |
| 15    | Grande Prêmio Nobili Rubinetterie Coppa Città di Stresa | 1.1  | Elia Viviani         | Liquigas-Cannondale               |
| 15    | Campeonato Europeu Contrarrelógio sub-23                | CC   | Yoann Paillot        | França                            |
| 16    | Grande Prêmio Nobili Coppa Papà Carlo                   | 1.1  | Simone Ponzi         | Liquigas-Cannondale               |
| 17    | Campeonato Europeu em Estrada sub-23                    | CC   | Julian Kern          | Alemanha                          |
| 20-24 | Brixia Tour                                             | 2.1  | Fortunato Baliani    | D'Angelo & Antenucci-Nippo        |
| 23    | Central European Tour Miskolc GP                        | 1.2  | Matija Kvasina       | Loborika Favorit                  |
| 23-25 | Kreiz Breizh Elites                                     | 2.2  | Laurent Pichon       | Bretagne-Schuller                 |
| 23-27 | Tour de Valônia                                         | 2.hc | Greg Van Avermaet    | BMC Racing                        |
| 24    | Grande Prêmio da Villa de Pérenchies                    | 1.2  | Anthony Colin        | Roubaix-Lille Métropole           |
| 24    | Central European Tour Budapeste GP                      | 1.2  | Andris Smirnovs      | Letónia                           |
| 25    | Clássica de Ordizia                                     | 1.1  | Julien Simon         | Saur-Sojasun                      |
| 26-30 | Dookola Mazowsza                                        | 2.2  | Robert Radosz        | BDC                               |
| 27-31 | Tour de Alsacia                                         | 2.2  | Thibaut Pinot        | FDJ                               |
| 31    | Circuito de Guecho                                      | 1.1  | Juan José Lobato     | Andaluzia-Caixa Granada           |
| 31    | Troféu Matteotti                                        | 1.1  | Oscar Gatto          | Farnese Vini-Neri Sottoli         |
| 31    | Polynormande                                            | 1.1  | Anthony Delaplace    | Saur-Sojasun                      |
| 31    | Tour de Bochum                                          | 1.1  | Pieter Vanspeybrouck | Topsport Vlaanderen-Mercator      |

### Agosto
| Data  | Carreira                                                   | Cat. | Ganhador           | Equipa                          |
| ----- | ---------------------------------------------------------- | ---- | ------------------ | ------------------------------- |
| 2-6   | Volta a Leão                                               | 2.2  | Marc Goos          | Rabobank Continental            |
| 3-4   | Paris-Corrèze                                              | 2.1  | Samuel Dumoulin    | Cofidis                         |
| 3-7   | Volta a Burgos                                             | 2.hc | Joaquim Rodríguez  | Katusha                         |
| 3-7   | Volta à Dinamarca                                          | 2.hc | Simon Gerrans      | Sky                             |
| 4-15  | Volta a Portugal                                           | 2.1  | Ricardo Mestre     | Tavira-Prio                     |
| 5     | Grande Prêmio Folignano                                    | 1.2  | Kristijan Đurasek  | Loborika Favorit                |
| 6     | Grande Prêmio Cidade de Camaiore                           | 1.1  | Fabio Taborre      | Acqua & Sapone                  |
| 6     | Grande Prêmio Betonexpressz 2000                           | 1.2  | Martin Schöffmann  | WSA-Viperbike Kärnten           |
| 7     | Antwerpse Havenpijl                                        | 1.2  | Pirmin Lang        | Atlas Pessoal                   |
| 7     | Troféu Internazionale Bastianelli                          | 1.2  | Kristijan Đurasek  | Loborika Favorit                |
| 9-13  | Tour de l'Ain                                              | 2.1  | David Moncoutié    | Cofidis                         |
| 10-13 | Tour de Szeklerland                                        | 2.2  | Florian Bissinger  | Arbö-Gebrüder Weiss-Oberndorfer |
| 11-14 | Mi-août en Bretagne                                        | 2.2  | Mark McNally       | An Post-Sean Kelly              |
| 13    | Memorial Henryka Lasaka                                    | 1.2  | Luka Mezgec        | Sava                            |
| 14    | Copa dos Carpatos                                          | 1.2  | Jacek Morajko      | CCC Polsat Polkowice            |
| 14    | Grande Prêmio di Poggiana                                  | 1.2U | Mattia Cattaneo    | Trevigiani Bottoli Dynamon      |
| 14    | London-Surrey Cycle Classic                                | 1.2  | Mark Cavendish     | Selecção de Grã-Bretanha        |
| 14    | Dwars door de Antwerpse Kempen                             | 1.2  | Tom Devriendt      | EFC-Quick Step Cycling Team     |
| 16    | Grande Prêmio Capodarco                                    | 1.2  | Mattia Cattaneo    | Trevigiani Bottoli Dynamon      |
| 16    | Tre Valli Varesine                                         | 1.hc | Davide Rebellin    | Miche-Guerciotti                |
| 16-19 | Tour de Limusino                                           | 2.hc | Björn Leukemans    | Vacansoleil-DCM                 |
| 17    | Coppa Agostoni                                             | 1.1  | Sacha Modolo       | Colnago-CSF Inox                |
| 18    | Coppa Bernocchi                                            | 1.1  | Yauheni Hutarovich | FDJ                             |
| 19    | Dutch Food Valley Classic                                  | 1.1  | Theo Bos           | Rabobank                        |
| 20    | Troféu Melinda                                             | 1.1  | Davide Rebellin    | Miche-Guerciotti                |
| 20    | Puchar Ministra Obrony Narodowej                           | 1.2  | Tomasz Kiendyś     | CCC Polsat Polkowice            |
| 21    | Châteauroux Classic de l'Indre                             | 1.1  | Anthony Ravard     | AG2R La Mondiale                |
| 23    | Grande Prêmio da Villa de Zottegem                         | 1.1  | Svein Tuft         | SpiderTech-C10                  |
| 23    | Grande Prêmio de Marbriers                                 | 1.2  | Pierre Drancourt   | ESEG Douai                      |
| 23-26 | Tour de Poitou Charentes                                   | 2.1  | Jesse Sergent      | RadioShack                      |
| 23-28 | Giro do Vale de Aosta                                      | 2.2  | Fabio Aru          | Team Palazzago                  |
| 24    | Druivenkoers Overijse                                      | 1.1  | Björn Leukemans    | Vacansoleil-DCM                 |
| 25    | Grande Prêmio Indústria e Commercio Artigianato Carnaghese | 1.1  | Giovanni Visconti  | Farnese Vini-Neri Sottoli       |
| 25-28 | Tour of Victory                                            | 2.2  | Nazim Bakirci      | Brisaspor                       |
| 28    | Schaal Sels                                                | 1.1  | Aidis Kruopis      | Landbouwkrediet                 |
| 28    | Ronde van Midden-Nederland                                 | 1.2  | Wim Stroetinga     | Ubbink-Koga Cycling Team        |
| 28    | Liubliana-Zagreb                                           | 1.2  | Kristjan Fajt      | Adria Mobil                     |
| 31-3  | Semana Lombarda                                            | 2.1  | Thibaut Pinot      | FDJ                             |

### Setembro
| Data  | Carreira                              | Cat.   | Ganhador                        | Equipa                    |
| ----- | ------------------------------------- | ------ | ------------------------------- | ------------------------- |
| 2     | Tour de Vojvodina I                   | 1.2    | Gregor Gazvoda                  | Perutnina Ptuj            |
| 3     | Tour de Vojvodina II                  | 1.2    | Zsolt Der                       | Partizan Srbija           |
| 4     | Tour de Doubs                         | 1.1    | Arthur Vichot                   | FDJ                       |
| 4     | Giro da Romagna-Coppa Placci          | 1.1    | Oscar Gatto                     | Farnese Vini-Neri Sottoli |
| 4     | Grande Prêmio Jef Scherens            | 1.1    | Jérôme Pineau                   | Quick Step                |
| 4     | Memorial Davide Fardelli              | 1.2    | Anton Vorobyev                  | Itera-Katusha             |
| 4     | Kernen Omloop Echt-Susteren           | 1.2    | Andris Smirnovs                 | Letónia                   |
| 4-11  | Tour de l'Avenir                      | 2.ncup | Esteban Chaves                  | Colômbia                  |
| 6-10  | Giro de Padania                       | 2.1    | Ivan Basso                      | Liquigas-Cannondale       |
| 7     | Memorial Rik Van Steenbergen          | 1.1    | Kenny van Hummel                | Skil-Shimano              |
| 8-11  | Tour de Marmara                       | 2.2    | Ali Rıza Tanrıverdi             | Turquia                   |
| 10    | Paris-Bruxelas                        | 1.hc   | Denis Galimzyanov               | Katusha                   |
| 11    | Grande Prêmio de Fourmies             | 1.hc   | Guillaume Blot                  | Bretagne-Schuller         |
| 11    | Chrono Champenois                     | 1.2    | Luke Durbridge                  | Austrália                 |
| 11-18 | Volta à Grã-Bretanha                  | 2.1    | Lars Boom                       | Rabobank                  |
| 11-18 | Volta à Bulgária                      | 2.1    | Ivaïlo Gabrovski                | CC Nessebar               |
| 14    | Grande Prêmio de Valônia              | 1.1    | Philippe Gilbert                | Omega Pharma-Lotto        |
| 16    | Campeonato de Flandres                | 1.1    | Marcel Kittel                   | Skil-Shimano              |
| 16    | Grande Prêmio de la Somme             | 1.1    | Anthony Roux                    | FDJ                       |
| 18    | G. P. Indústria e Comércio de Prato   | 1.1    | Peter Sagan                     | Liquigas-Cannondale       |
| 18    | Grande Prêmio de Isbergues            | 1.1    | Jonas Aaen Jørgensen            | Saxo Bank Sungard         |
| 18    | Grande Prêmio Impanis-Van Petegem     | 1.2    | Sander Cordeel                  | Colba-Mercury             |
| 18    | Troféu Gianfranco Bianchin            | 1.2    | Moreno Moser                    | Lucchini Maniva Ski       |
| 18    | Duo Normando                          | 1.2    | Thomas Dekker Johan Vansummeren | Garmin-Cervélo            |
| 21    | Circuito de Houtland                  | 1.1    | Guillaume Van Keirsbulck        | Quick Step                |
| 24-25 | Tour de Gévaudan Languedoc-Roussillon | 2.2    | Guillaume Levarlet              | Saur-Sojasun              |
| 27    | Ruota d'Oro                           | 1.2    | Antonio Parrinello              | Hopplà Truck Valdarno     |
| 29-2  | Circuito Franco-Belga                 | 2.1    | Robbie McEwen                   | RadioShack                |
| 29-2  | Tour de Galípoli                      | 2.2    | Recep Unalan                    | Manisaspor                |
| 30-2  | Cinturó de l'Empordá                  | 2.2    | Paul Voss                       | Endura Racing             |

### Outubro
| Data   | Carreira                    | Cat. | Ganhador           | Equipa                |
| ------ | --------------------------- | ---- | ------------------ | --------------------- |
| 1      | Memorial Marco Pantani      | 1.1  | Fabio Taborre      | Acqua & Sapone        |
| 1      | Piccolo Giro de Lombardia   | 1.2  | Cristiano Monguzzi | Casati NGC Perrel ASD |
| 2      | Tour de Vendée              | 1.hc | Marco Marcato      | Vacansoleil-DCM       |
| 3      | Giro de Münsterland         | 1.1  | Marcel Kittel      | Skil-Shimano          |
| 4      | Binche-Tournai-Binche       | 1.1  | Rüdiger Selig      | Leopard-Trek          |
| 6 ao 9 | Tour de Alanya              | 2.2  | Gabor Kasa         | Manisaspor            |
| 6      | Coppa Sabatini              | 1.1  | Enrico Battaglin   | Colnago-CSF Inox      |
| 6      | Paris-Bourges               | 1.1  | Mathew Hayman      | Sky                   |
| 8      | Giro de Emilia              | 1.hc | Carlos Betancur    | Acqua & Sapone        |
| 9      | G. P. Bruno Beghelli        | 1.1  | Filippo Pozzato    | Katusha               |
| 9      | Paris-Tours                 | 1.hc | Greg Van Avermaet  | BMC Racing            |
| 9      | Paris-Tours sub-23          | 1.2U | Fabien Schmidt     | Ou Nantes Atlantique  |
| 11     | Prêmio Nacional de Clausura | 1.1  | Yauheni Hutarovich | FDJ                   |
| 13     | Giro do Piemonte            | 1.hc | Daniel Moreno      | Katusha               |
| 16     | Chrono des Nations          | 1.1  | Tony Martin        | HTC-Highroad          |

## Classificações finais
- As classificações finalizaram da seguinte forma:[5]

### Individual
| Posição | Ciclista           | Equipa | Pontos |
| ------- | ------------------ | ------ | ------ |
| 1º      | Giovanni Visconti  | FAR    | 716    |
| 2º      | Yauheni Hutarovich | FDJ    | 659,25 |
| 3º      | Davide Rebellin    | MIE    | 652    |
| 4º      | Marcel Kittel      | SKS    | 556    |
| 5º      | Thomas Voeckler    | EUC    | 518    |
| 6º      | Stefan Van Dijk    | VWA    | 494    |
| 7º      | Anthony Roux       | FDJ    | 442    |
| 8º      | Kenny Van Hummel   | SKS    | 399    |
| 9º      | Sacha Modolo       | COG    | 372    |
| 10º     | Aidis Kruopis      | LAN    | 370    |

| 11º | Thibaut Pinot      | FDJ       | 361,2 |
| 12º | Emanuele Sella     | AND       | 356,2 |
| 13º | Domenico Pozzovivo | COG       | 354   |
| 14º | Tony Gallopin      | COF       | 345   |
| 15º | Manuel Belletti    | COG       | 336   |
| 16º | Jure Kocjan        | TT1       | 317   |
| 17º | Gianni Meersman    | FDJ       | 312,2 |
| 18º | Enrico Battaglin   | [ *** 1 ] | 310   |
| 19º | José Serpa         | AND       | 301,2 |
| 20º | Robert Vrečer      | PER       | 293   |

1. 1 2  Corredores menores de 23 anos.

1. ↑  Sem equipa profissional.

### Equipas
| Posição | Equipa                      | Pontos   |
| ------- | --------------------------- | -------- |
| 1       | FDJ                         | 2.551,1  |
| 2       | Skil-Shimano                | 1.623    |
| 3       | Colnago-CSF Inox            | 1.479    |
| 4       | Saur-Sojasun                | 1.448,75 |
| 5       | Cofidis, le Crédit en Ligne | 1.390    |
| 6       | Farnese Vini-Neri Sottoli   | 1.355    |
| 7       | Landbouwkrediet             | 1.240    |
| 8       | Europcar                    | 1.155    |
| 9       | Androni Giocattoli-C.I.P.I. | 1.150    |
| 10      | Itera-Katusha               | 1.040    |

| 11  | Rabobank Continental         | 987,68 |
| 12  | Bretagne-Schuller            | 928    |
| 13  | Veranda's Willems-Accent     | 879    |
| 14  | Miche-Guerciotti             | 850    |
| 15  | Geox-TMC                     | 838,5  |
| 16  | CCC Polsat Polkowice         | 804    |
| 17. | D'Angelo & Antenucci-Nippo   | 770    |
| 18. | Loborika Favorit             | 684    |
| 19  | Topsport Vlaanderen-Mercator | 684    |
| 20  | Acqua & Sapone               | 674    |

### Países
| Posição | País          | Pontos   |
| ------- | ------------- | -------- |
| 1       | Itália        | 4.174,2  |
| 2       | França        | 3.181,2  |
| 3       | Países Baixos | 2.184,34 |
| 4       | Alemanha      | 2.163    |
| 5       | Bélgica       | 1.688,2  |
| 6       | Eslovênia     | 1.640,4  |
| 7       | Rússia        | 1.576,4  |
| 8       | Portugal      | 1.128    |
| 9       | Espanha       | 1.109,2  |
| 10      | Polónia       | 1.049    |

| 11 | Turquia      | 1.014  |
| 12 | Bielorrússia | 903,25 |
| 13 | Lituânia     | 786    |
| 14 | Ucrânia      | 758,8  |
| 15 | Croácia      | 758    |
| 16 | Reino Unido  | 755,01 |
| 17 | Dinamarca    | 744    |
| 18 | Chéquia      | 617    |
| 19 | Sérvia       | 603    |
| 20 | Bulgária     | 586    |

### Países sub-23
| Posição | País          | Pontos   |
| ------- | ------------- | -------- |
| 1       | Itália        | 1.667    |
| 2       | França        | 1.541,65 |
| 3       | Países Baixos | 1.167,68 |
| 4       | Rússia        | 710      |
| 5       | Alemanha      | 678,75   |
| 6       | Bélgica       | 643      |
| 7       | Reino Unido   | 454      |
| 8       | Turquia       | 442      |
| 9       | Letônia       | 295      |
| 10      | Espanha       | 236,5    |

| 11 | Ucrânia      | 227   |
| 12 | Dinamarca    | 218   |
| 13 | Noruega      | 214   |
| 14 | Bielorrússia | 210   |
| 15 | Suécia       | 205   |
| 16 | Polónia      | 198   |
| 17 | Sérvia       | 190   |
| 18 | Áustria      | 186,6 |
| 19 | Grécia       | 93    |
| 20 | Eslovênia    | 81    |

## Progresso das classificações
| Data                    | Classificação individual | Classificação por equipas | Classificação por países | Classificação por países sub-23 |
| ----------------------- | ------------------------ | ------------------------- | ------------------------ | ------------------------------- |
| 25 de outubro de 2010   | -                        | -                         | Rússia                   | Alemanha                        |
| 25 de novembro de 2010  | Kemal Kucukbay           | -                         | Rússia                   | Alemanha                        |
| 25 de dezembro de 2010  |                          | -                         | Rússia                   | Alemanha                        |
| 25 de janeiro de 2011   |                          | -                         | Rússia                   | Alemanha                        |
| 25 de fevereiro de 2011 | Thomas Voeckler          | FDJ                       | França                   | Itália                          |
| 25 de março de 2011     |                          | FDJ                       | França                   | Itália                          |
| 25 de abril de 2011     |                          | FDJ                       | França                   | Itália                          |
| 25 de maio de 2011      |                          | FDJ                       | França                   | Itália                          |
| 26 de junho de 2011     |                          | FDJ                       | França                   | Itália                          |
| 25 de julho de 2011     |                          | FDJ                       | França                   | Itália                          |
| 15 de agosto de 2011    | Itália                   | FDJ                       |                          | Itália                          |
| 25 de agosto de 2011    | Itália                   | FDJ                       | Giovanni Visconti        | Itália                          |
| 25 de setembro de 2011  | Itália                   | FDJ                       |                          | Itália                          |
| 16 de outubro de 2011   | Itália                   | FDJ                       |                          | Itália                          |
| Final                   | Giovanni Visconti        | FDJ                       | Itália                   | Itália                          |